# Jagsthausen
Jagsthausen ist eine Gemeinde mit zirka 1800 Einwohnern im Landkreis Heilbronn im fränkisch geprägten Nordosten Baden-Württembergs. Sie gehört zum Regionalverband Heilbronn-Franken und zur äußeren Metropolregion Stuttgart. Zum 1. Oktober 2022 wurde ihr der Namenszusatz Heimat Götz von Berlichingens verliehen.

## Geographie

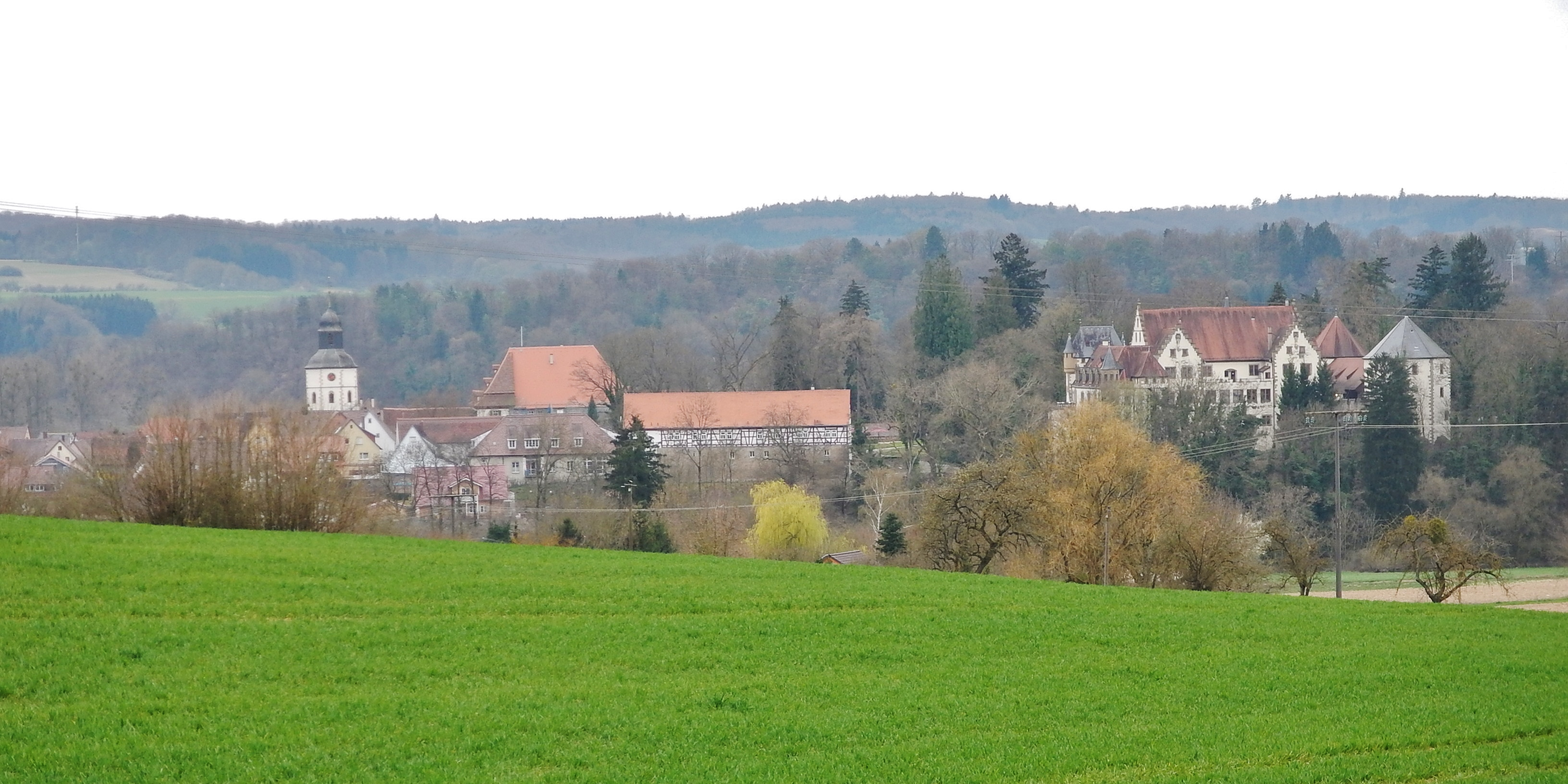
Blick auf Jagsthausen

### Geographische Lage
Jagsthausen liegt im Nordosten des Landkreises Heilbronn am Unterlauf der Jagst, etwa 50 km vor ihrer Mündung in den Neckar.

### Geologie
Die Landschaft zählt zum Schwäbisch-Fränkischen Stufenland und ist trotz geringer Höhenunterschiede (ca. 150–400 Meter) stark gegliedert. Die Talhänge bestehen aus Muschelkalk, die Ebene außerhalb des Tals ist teilweise mit Löss überdeckt; die wenig über die Ebene herausragenden Erhebungen bildet der Untere Keuper.

### Nachbargemeinden
Nachbarstädte und -gemeinden Jagsthausens sind (im Uhrzeigersinn, beginnend im Südwesten): Hardthausen am Kocher, Widdern (beide Landkreis Heilbronn), Schöntal und Forchtenberg (beide Hohenlohekreis). Mit Möckmühl, Roigheim und Widdern ist Jagsthausen eine Vereinbarte Verwaltungsgemeinschaft eingegangen.

### Gemeindegliederung
Die Gemeinde besteht aus den Ortsteilen Jagsthausen und Olnhausen. Zum Ortsteil Jagsthausen gehören die Weiler Äußerer Pfitzhof, Mittlerer Pfitzhof, Pfitzhof und Unterer Pfitzhof sowie die Höfe Edelmannshof, Leuterstal (Stahlhof) und Stolzenhof. Abgegangene Orte sind auf der Markung Jagsthausen Forsthof und Höhfelden, auf der Markung Olnhausen Burkhardsweiler.

### Flächenaufteilung
Nach Daten des Statistischen Landesamtes, Stand 2014.

## Geschichte

### Altertum

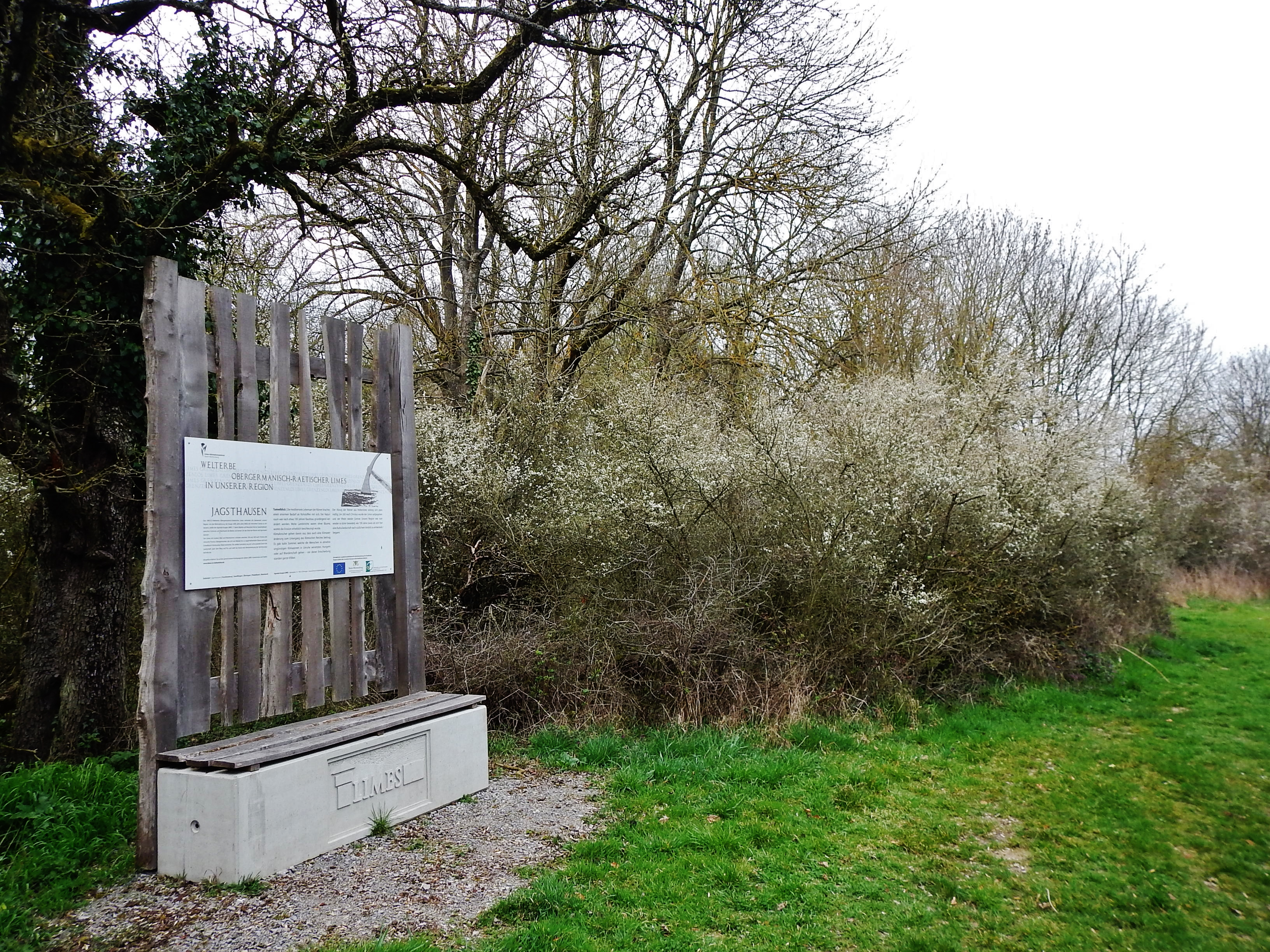
Limes bei Jagsthausen

Um 160 n. Chr. errichteten die Römer auf der heutigen Jagsthausener Gemarkung ein Kastell zur Überwachung eines Abschnittes des Obergermanisch-Raetischen Limes. Sichtbar ist noch eine der beiden Thermen. Dieses 1991 ergrabene Bad wurde wahrscheinlich mit dem Kastell errichtet. Für die Geschichte und das Verständnis des gesamten römischen Limes haben sich in Jagsthausen einzigartige, in Stein gehauene Inschriften erhalten. Spätestens mit dem Limesfall 260 n. Chr. ging nicht nur das Kastell mit der dort lagernden Ersten Germanenkohorte unter, sondern auch das Lagerdorf.

### Mittelalter
Der heutige Ort Jagsthausen, ursprünglich nur Hausen, könnte mit einem Ruggerus de Husun in einer Bestätigungsurkunde des Klosters Comburg im Jahr 1090 erstmals erwähnt worden sein. Die Herren von Hausen, urkundlich sicher ab dem späten 12. Jahrhundert nachweisbar, waren Lehensleute der Herren von Dürn und durch mehrere Heiraten eng mit den Herren von Berlichingen verwandt, die bis zur Mitte des 14. Jahrhunderts an die Stelle des ursprünglichen Ortsadels traten.
In der ersten Hälfte des 14. Jahrhunderts kam die Burg in Jagsthausen zu einem Teil an den Erzbischof von Mainz, zum anderen an den Bischof von Würzburg. Zum Würzburger Burglehen gehörte ein Anteil am Dorf Jagsthausen sowie Güter und Rechten in anderen Orten. Die Herren von Berlichingen besaßen beide Burglehen, doch war ihr Besitz zeitweise unter verschiedenen Ästen der weitverzweigten Familie weiter aufgeteilt. Außerdem hatten Besitz oder Rechte in Jagsthausen das Kloster Seligental, das Kloster Murrhardt, das Kloster Schöntal, die Herren von Neudeck, die Herren von Frankenstein, die Herren von Handschuhsheim und sogar der Markgraf von Brandenburg.
Kirchlich war Jagsthausen ursprünglich eine Filialgemeinde von Widdern, erhielt aber schon im 14. Jahrhundert eine eigene Pfarrei.

### Frühe Neuzeit
Die Reformation wurde in Jagsthausen durch den blinden Thomas von Berlichingen, einen Neffen Götz von Berlichingens, gegen den Widerstand des Klosters Schöntal vollzogen. Im Dreißigjährigen Krieg wurde der Ort am 10. August 1646 von schwedischen Truppen angezündet. Der Wiederaufbau zog sich geraume Zeit hin. Für den Wiederaufbau der Kirche sammelte der ehemals in schwedischen Diensten stehende Hauptmann Georg Hochstetter in Schweden 1649 Spenden. Die Pfarrei in Olnhausen, die damals schon längere Zeit von Jagsthausen aus versehen worden war, wurde 1662 aufgehoben und die dortigen Gläubigen nach Jagsthausen eingepfarrt.
Aufgrund der verschiedenen Familienlinien der Herren von Berlichingen gab es bereits früh mehrere Herrensitze am Ort. Noch heute sind drei Schlösser erhalten, neben der Burg Jagsthausen das Rote Schloss aus dem 16. Jahrhundert und das Weiße Schloss aus dem späten 18. Jahrhundert. Letzteres entstand als Ersatz für das Alte Schlösschen, das zuletzt als Amtshaus verwendet und 1857 wegen Baufälligkeit abgerissen wurde.

### 19. und 20. Jahrhundert

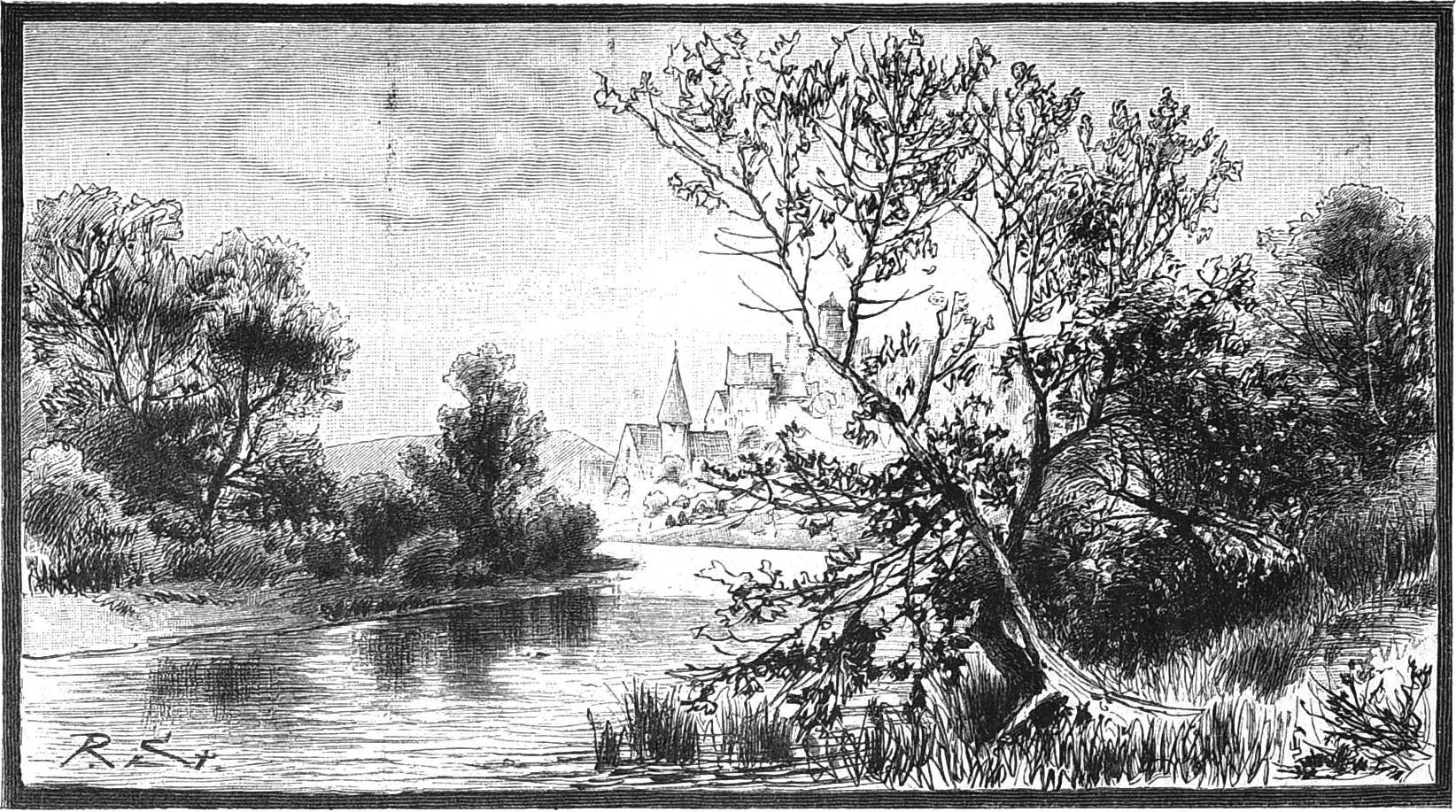
Blick auf Jagsthausen um 1889

1806 kam Jagsthausen, bis dahin in reichsritterschaftlichem Besitz und dem Fränkischen Ritterkreis angehörend, an das Königreich Württemberg und war zunächst dem Oberamt Schöntal zugeordnet. Seit 1810 gehörte Jagsthausen zum Oberamt Neckarsulm. Bei der Kreisreform während der NS-Zeit in Württemberg gelangte der Ort 1938 zum Landkreis Heilbronn. 1939 wurden 657 Einwohner gezählt, Ende 1945 waren es 884.
Von 1945 bis 1952 gehörte Jagsthausen zum Nachkriegsland Württemberg-Baden, das 1945 in der Amerikanischen Besatzungszone gegründet worden war. Im Jahre 1952 fand die Gründung des neuen Bundeslandes Baden-Württemberg statt, in welchem sich Jagsthausen seither befindet.

### Eingemeindungen
Am 1. Januar 1972 wurde Olnhausen eingemeindet.

## Religion
In Jagsthausen gibt es eine eigene evangelische Kirchengemeinde mit Filialgemeinde in Olnhausen, die bis 2020 dem Kirchenbezirk Neuenstadt am Kocher angehörte, und seither dem Kirchenbezirk Weinsberg-Neuenstadt. Mit der Jakobuskirche in Jagsthausen und der Johanneskirche in Olnhausen hat die Gemeinde zwei historische Kirchen.

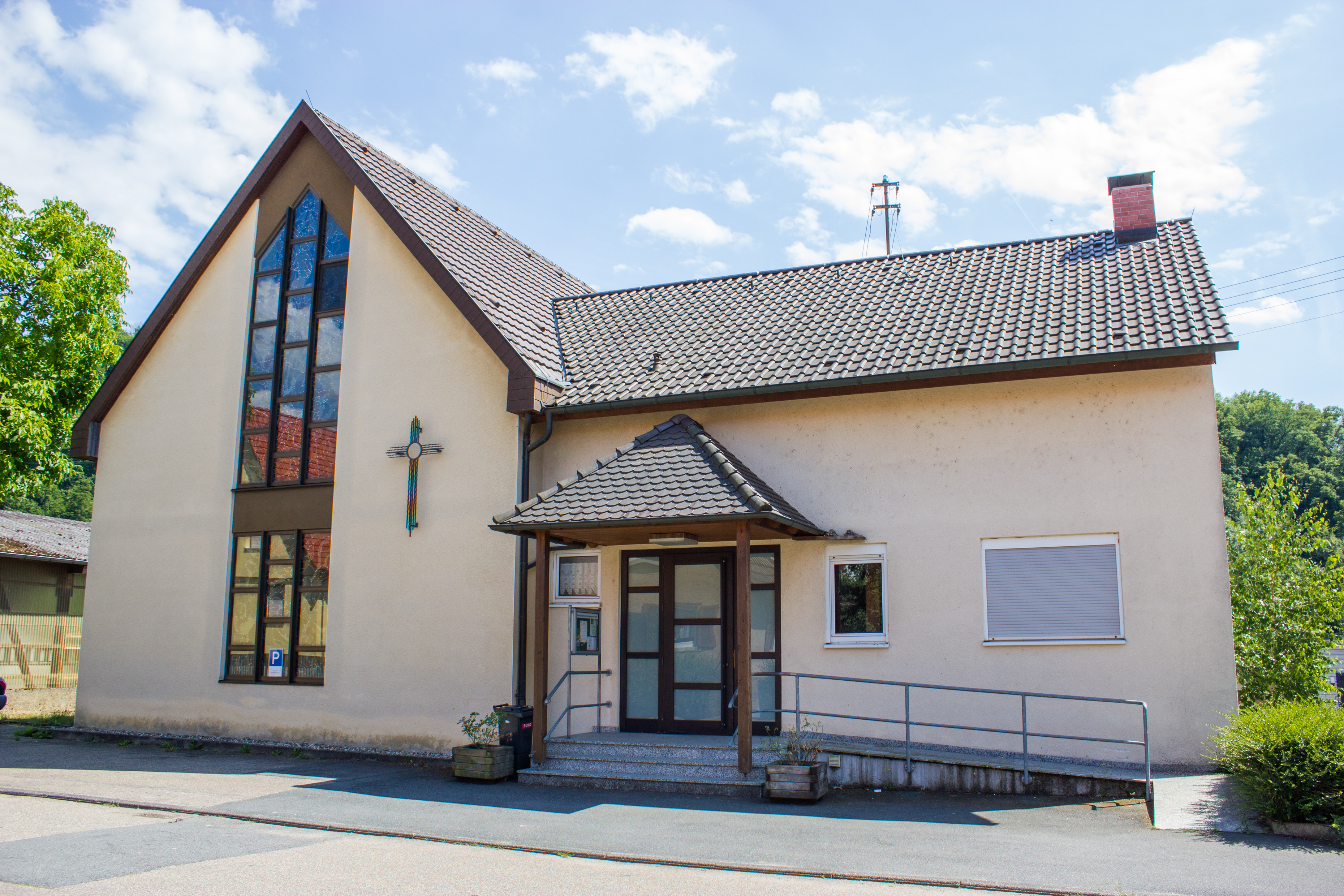
Katholische Kirche Jagsthausen

Die Katholiken in Jagsthausen und Olnhausen werden von der katholischen Kirchengemeinde des Nachbarortes Berlichingen (Gemeinde Schöntal) im Dekanat Hohenlohe betreut. Seit 1980 verfügen sie über ein eigenes Kirchengebäude in Jagsthausen.

## Politik

### Gemeinderat

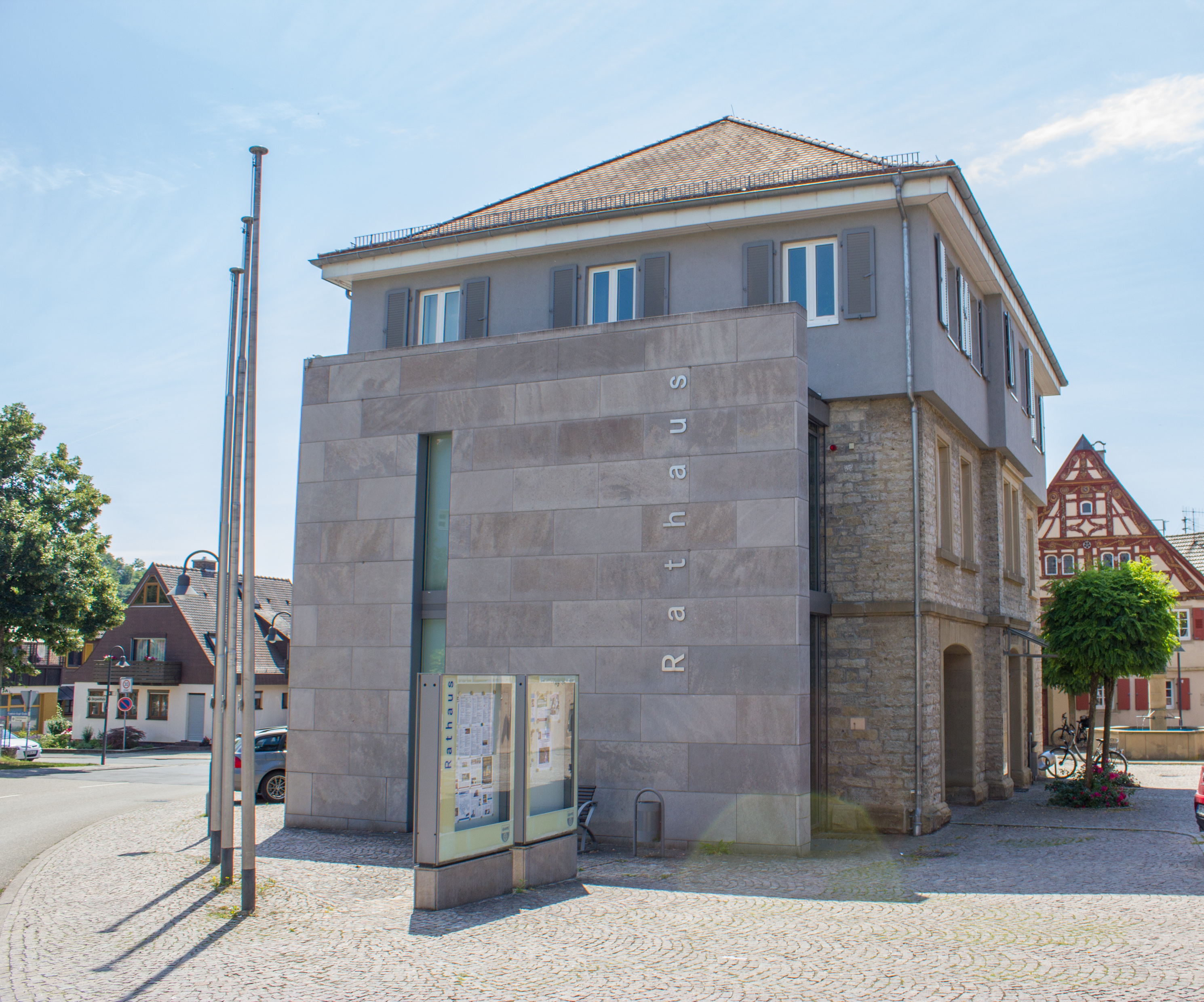
Rathaus Jagsthausen

Der Gemeinderat in Jagsthausen hat 12 Mitglieder. Bei der Kommunalwahl am 9. Juni 2024 wurde der Gemeinderat durch Mehrheitswahl gewählt. Mehrheitswahl findet statt, wenn kein oder nur ein Wahlvorschlag eingereicht wurde. Die Bewerber mit den höchsten Stimmenzahlen sind dann gewählt. Der Gemeinderat besteht aus den ehrenamtlichen Gemeinderäten und dem Bürgermeister als Vorsitzendem. Der Bürgermeister ist im Gemeinderat stimmberechtigt. Die Wahlbeteiligung lag bei 46,11 %.

### Bürgermeister
Roland Halter wurde 1986 zum Bürgermeister gewählt und 1994, 2002, 2010 und 2018 im Amt bestätigt. Er geht somit in seine fünfte Amtszeit.

### Wappen und Flagge
| Wappen von Jagsthausen | Blasonierung: „In geteiltem Schild oben in Silber ein liegender, eiserner, schwarzer Rechtarm mit geballter Faust, unten in Schwarz ein fünfspeichiges silbernes Rad.“ |
| Wappen von Jagsthausen | Wappenbegründung: Jagsthausen führte früher in seinen Stempeln ein redendes Wappen, das ein Haus zeigte. 1935 ersetzte die Gemeinde dieses mit Zustimmung der württembergischen Archivdirektion durch das jetzige Wappen, das oben die Eiserne Hand des Götz von Berlichingen zeigt und unten mit dem Rad das Wappen der seit dem 14. Jahrhundert in Jagsthausen ansässigen Freiherren von Berlichingen. Das Wappen und die Flaggenfarben wurden der Gemeinde am 4. März 1963 vom Baden-Württembergischen Innenministerium verliehen. |

Die Flagge der Gemeinde ist Schwarz-Weiß  , wobei im Gegensatz zum Wappen das Schwarz hier oben ist.

## Kultur und Sehenswürdigkeiten

### Bauwerke
Jagsthausen

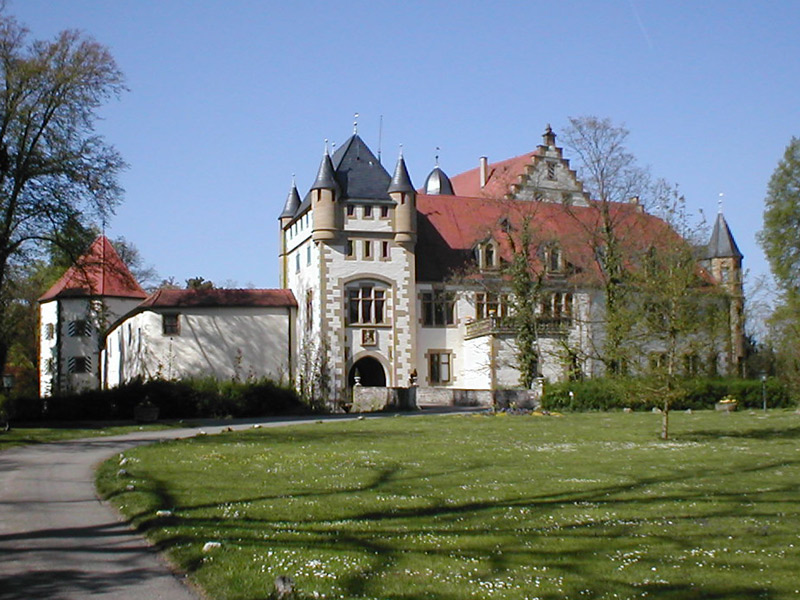
Götzenburg

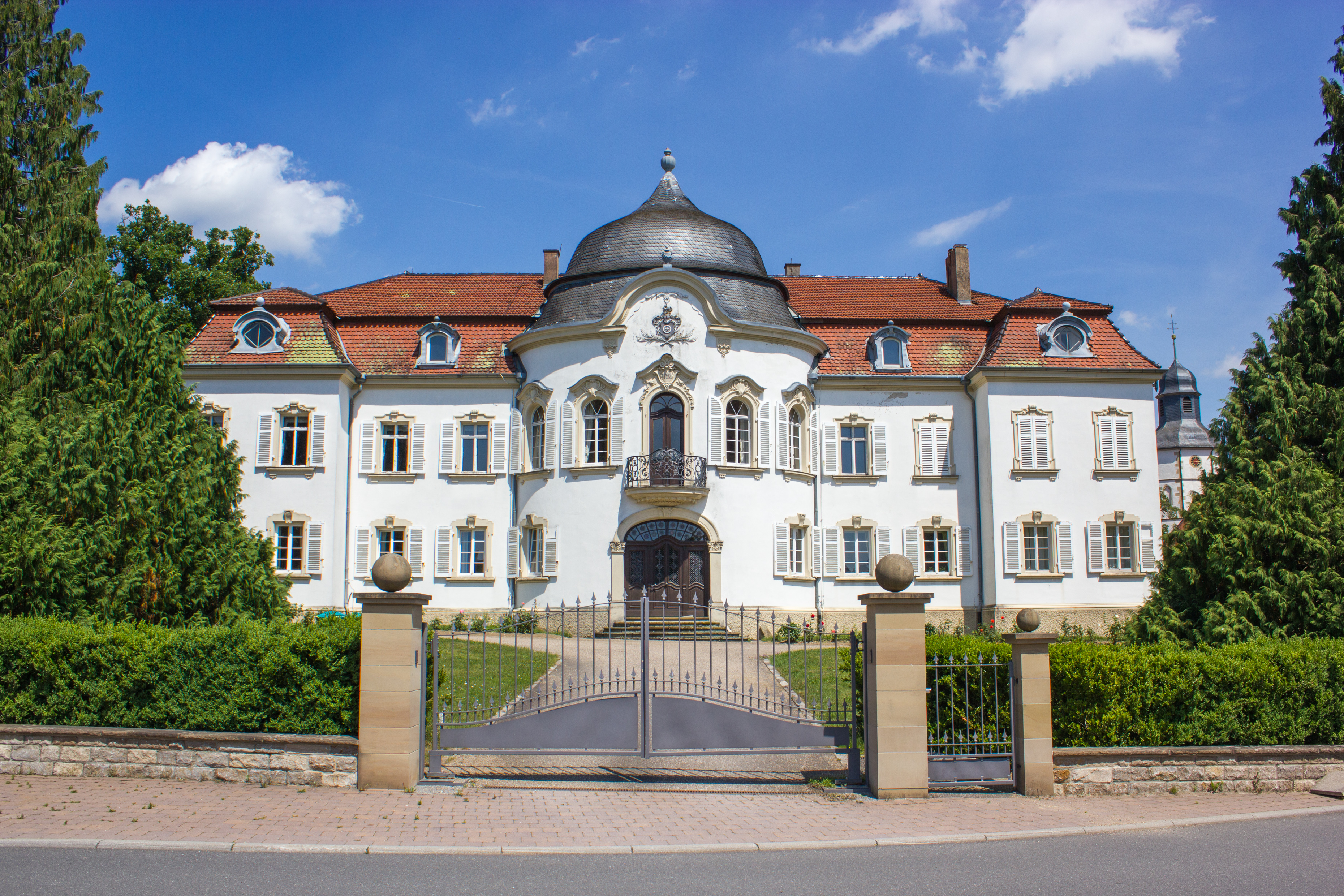
Weißes Schloss

- Die Burg Jagsthausen (auch Altes Schloss oder Götzenburg genannt) geht auf die historische Burg aus dem 14. und 15. Jahrhundert zurück, auf der Götz von Berlichingen einige Jahre seiner Kindheit verbrachte und die später vor allem durch Goethes Drama Götz von Berlichingen bekannt wurde. Ihre heutige Gestalt erhielt sie nach Umbauten und Erweiterungen von 1876 bis 1878 durch den Ulmer Münsterbaumeister August Beyer. Seit 1950 dient das Gebäude als Kulisse für sommerliches Freilichttheater der Burgfestspiele Jagsthausen.
- Das Rote Schloss wurde 1572 von Hans Reinhard von Berlichingen erbaut und wurde zum Stammsitz einer eigenen Linie der Herren von Berlichingen. Im 18. Jahrhundert wurde das Gebäude zu seiner heutigen Gestalt mit breiter Fassade und Mansarddach erweitert.
- Das Weiße Schloss (auch Neues Schloss) wurde 1792 von Joseph von Berlichingen als neubarockes Herrenhaus erbaut und ist von einem weitläufigen Park umgeben. Der Bauherr war neben seinem hinlänglich bekannten Verwandten Götz einer der bedeutendsten Angehörigen der Herren von Berlichingen, galt als gelehrt, hat eine lateinische Goethe-Übersetzung veröffentlicht und wurde in den Grafenstand erhoben. In seinem Schloss war Christiane Hegel, die Schwester des Philosophen Georg Wilhelm Friedrich Hegel, lange Jahre als Erzieherin tätig.
- Die im gotischen Stil erbaute evangelische Jakobuskirche mit achteckigem Turm wurde gegen Ende des 15. Jahrhunderts erstmals erwähnt. Für ihren Wiederaufbau nach dem Dreißigjährigen Krieg gaben u. a. die schwedische Königin Christina, der schwedische Kanzler Axel Oxenstierna und der schwedische Feldherr Gustaf Horn Geld.
- Das Alte Rathaus in der Ortsmitte ist ein Fachwerkgebäude von 1513, daneben befindet sich das neue Rathaus. Auf dem Platz zwischen beiden Gebäuden ziert eine Götz-Figur von Gunther Stilling einen Brunnen.
- Unweit der Götzenburg befindet sich die Gefallenengedenkstätte der Gemeinde mit zwei Regimentsehrenmalen, die sich mit einem historisierenden Türmchen in die Burganlagen einfügt.
- Auf der anderen Uferseite der Jagst befindet sich der Friedhof mit einer historischen Gruftanlage der Freiherren von Berlichingen, wo auch verschiedene mit dem Haus Berlichingen verwandte Persönlichkeiten bestattet sind, darunter Paul Graf Yorck von Wartenburg und seine Gemahlin Else Eckersberg.

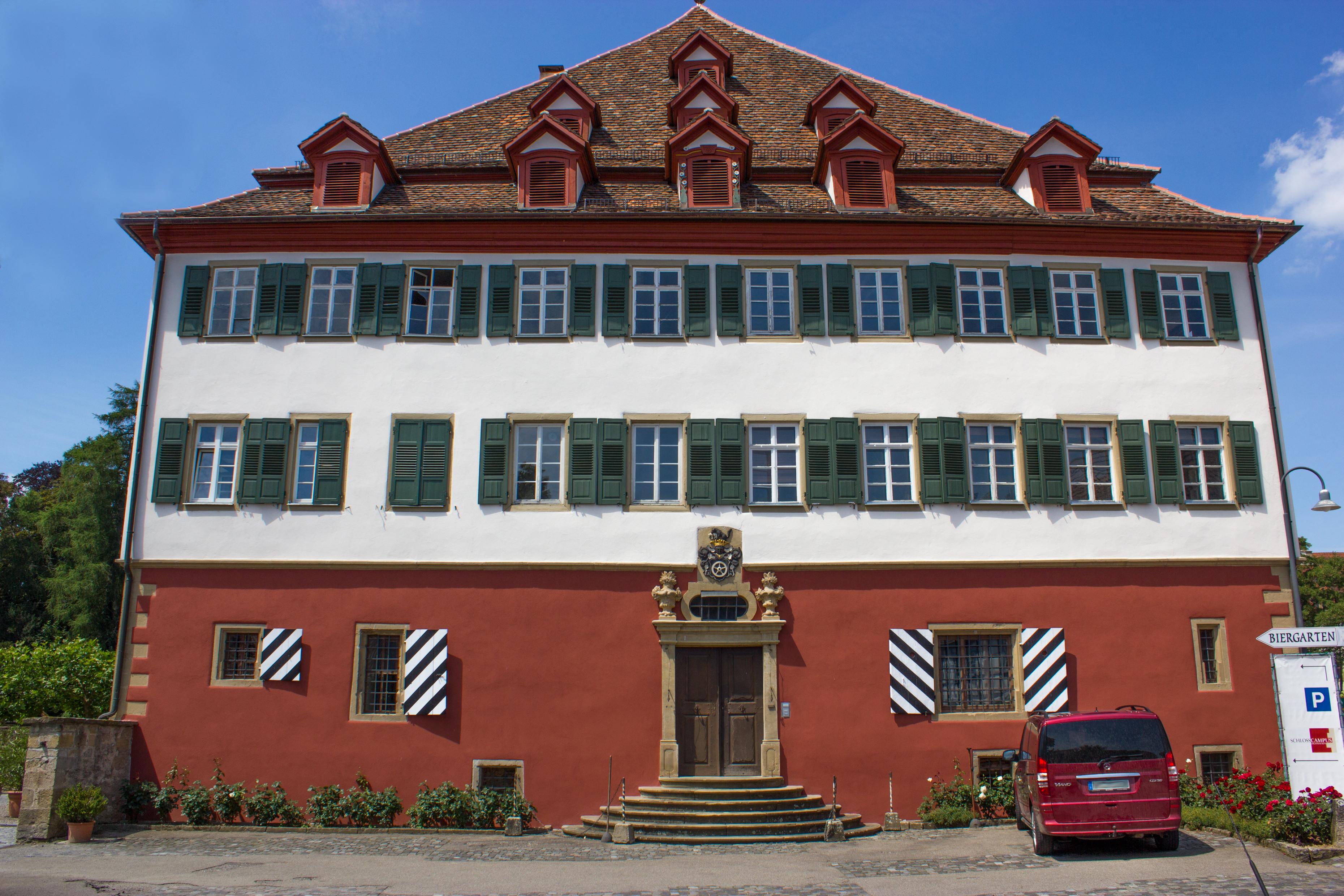
Rotes Schloss
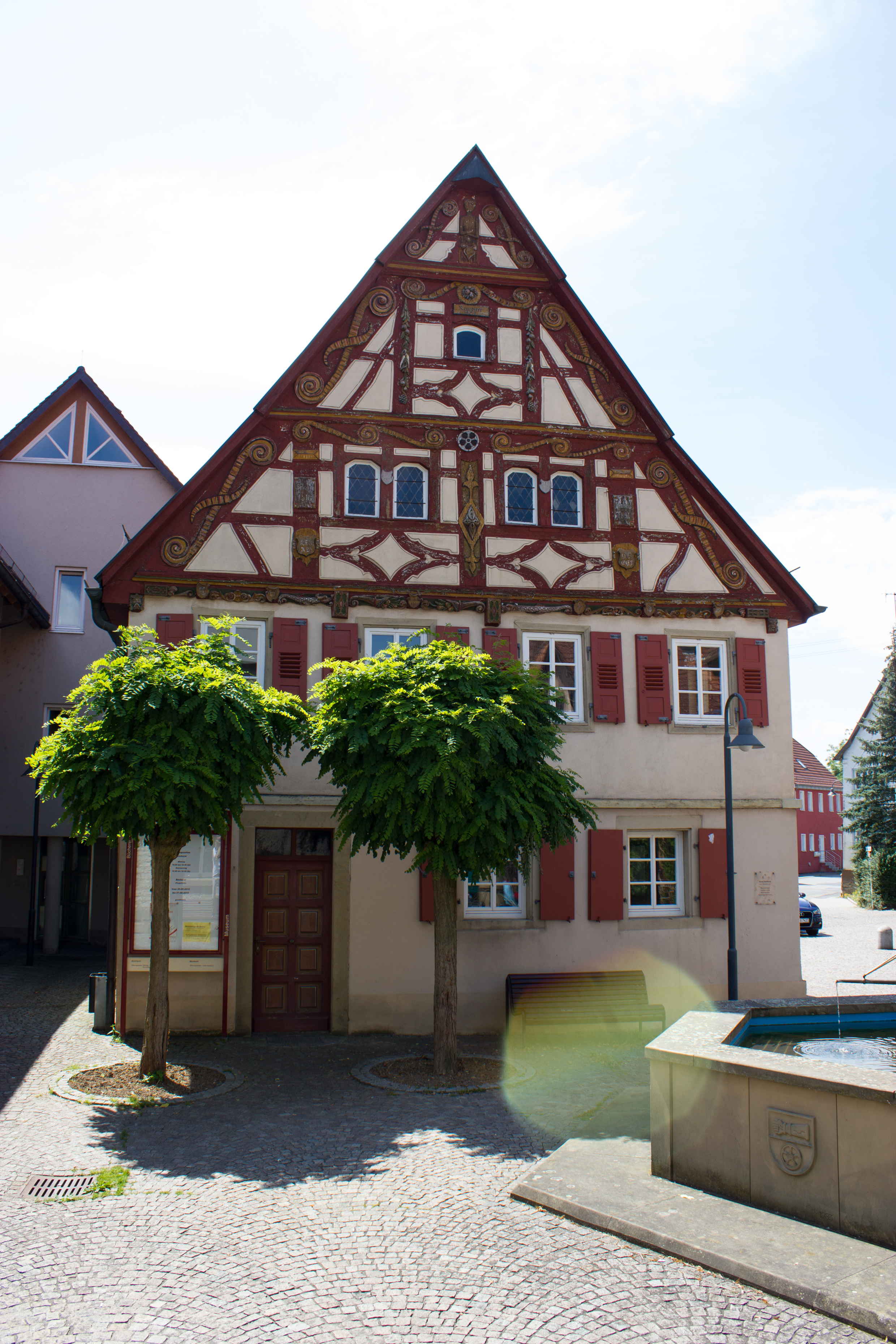
Altes Rathaus
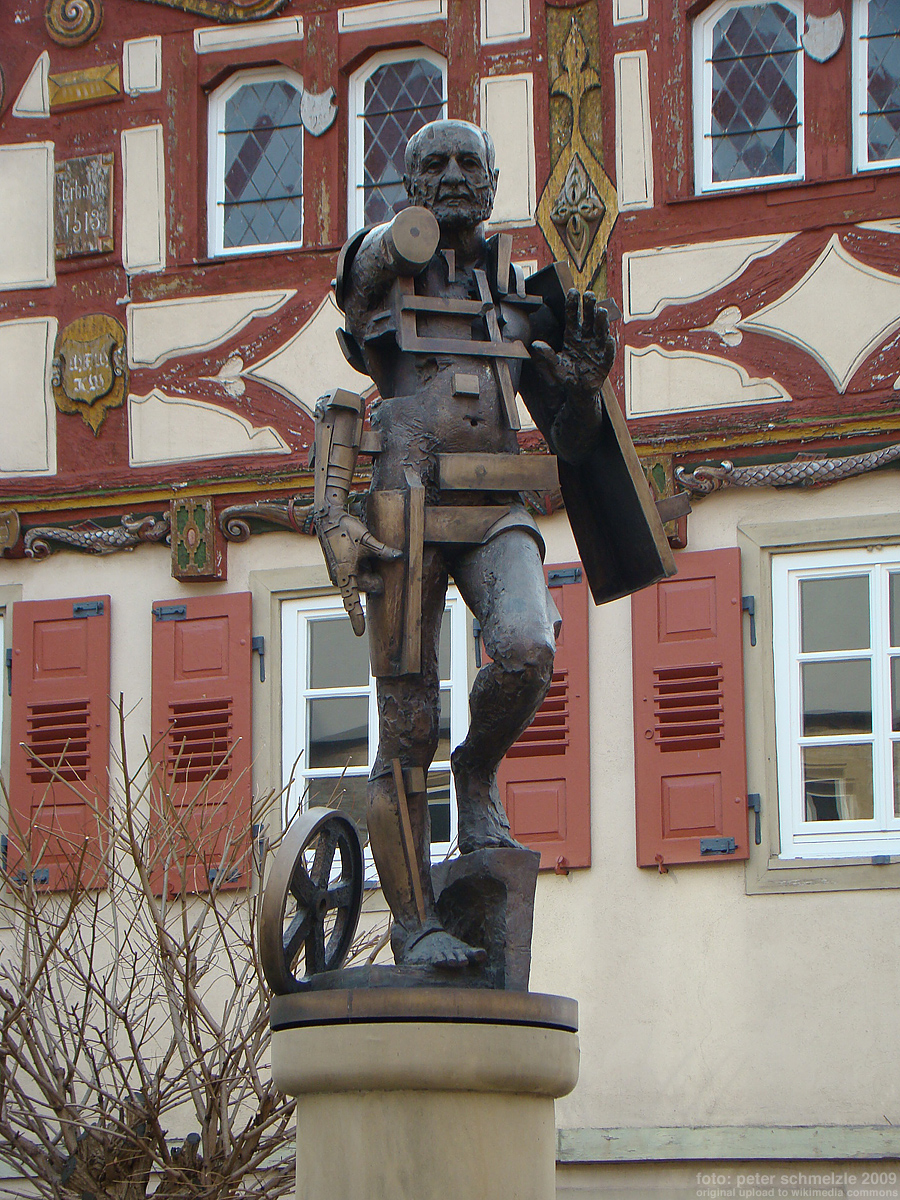
Götz-Brunnenfigur
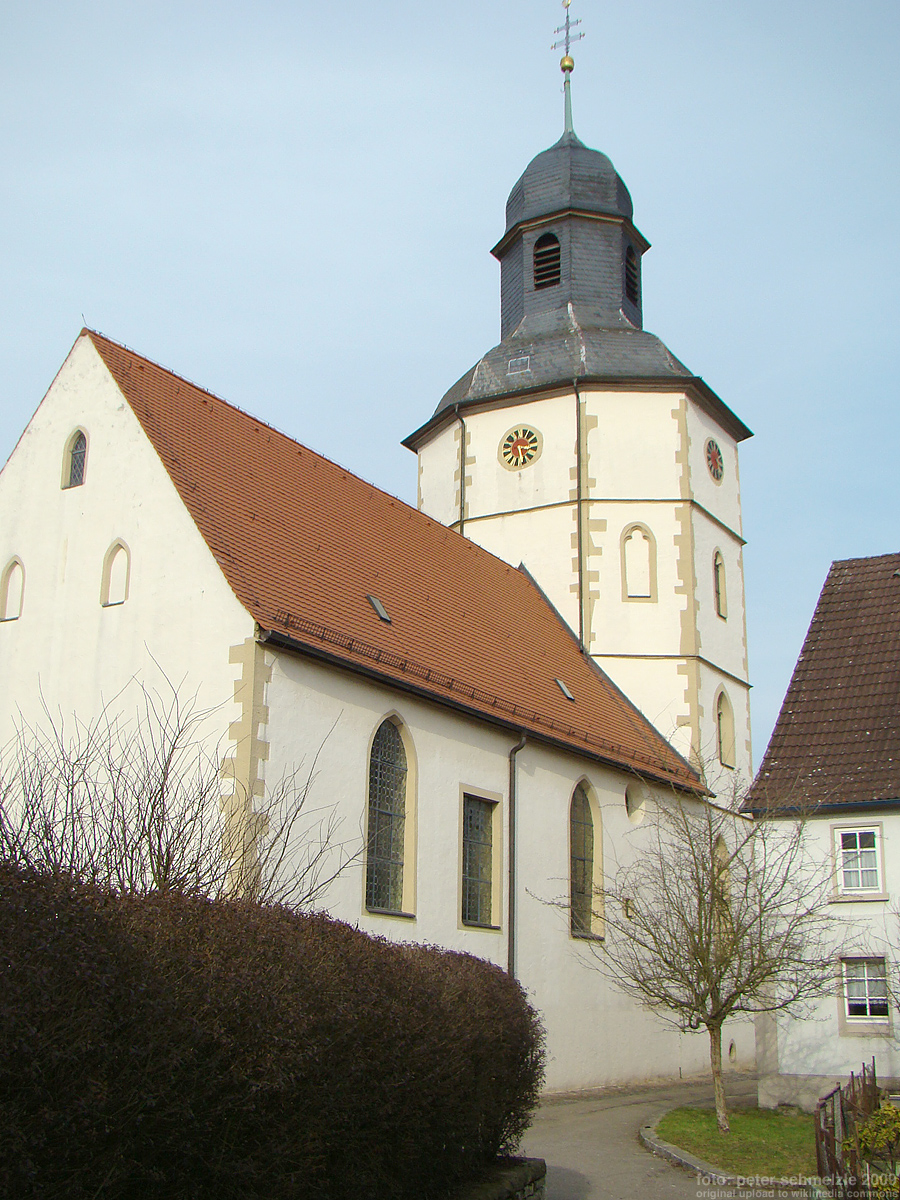
Jakobuskirche
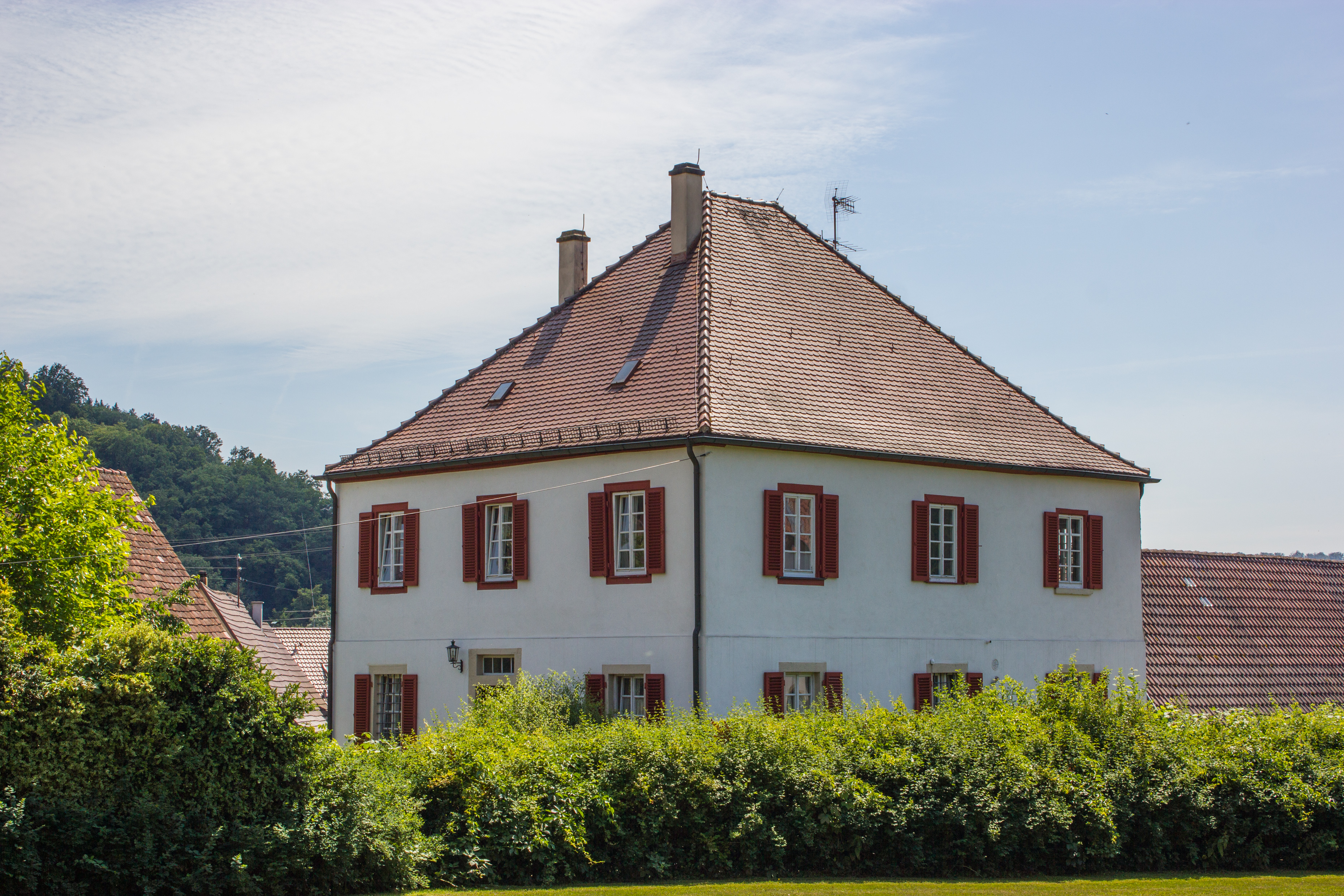
Evangelisches Pfarrhaus
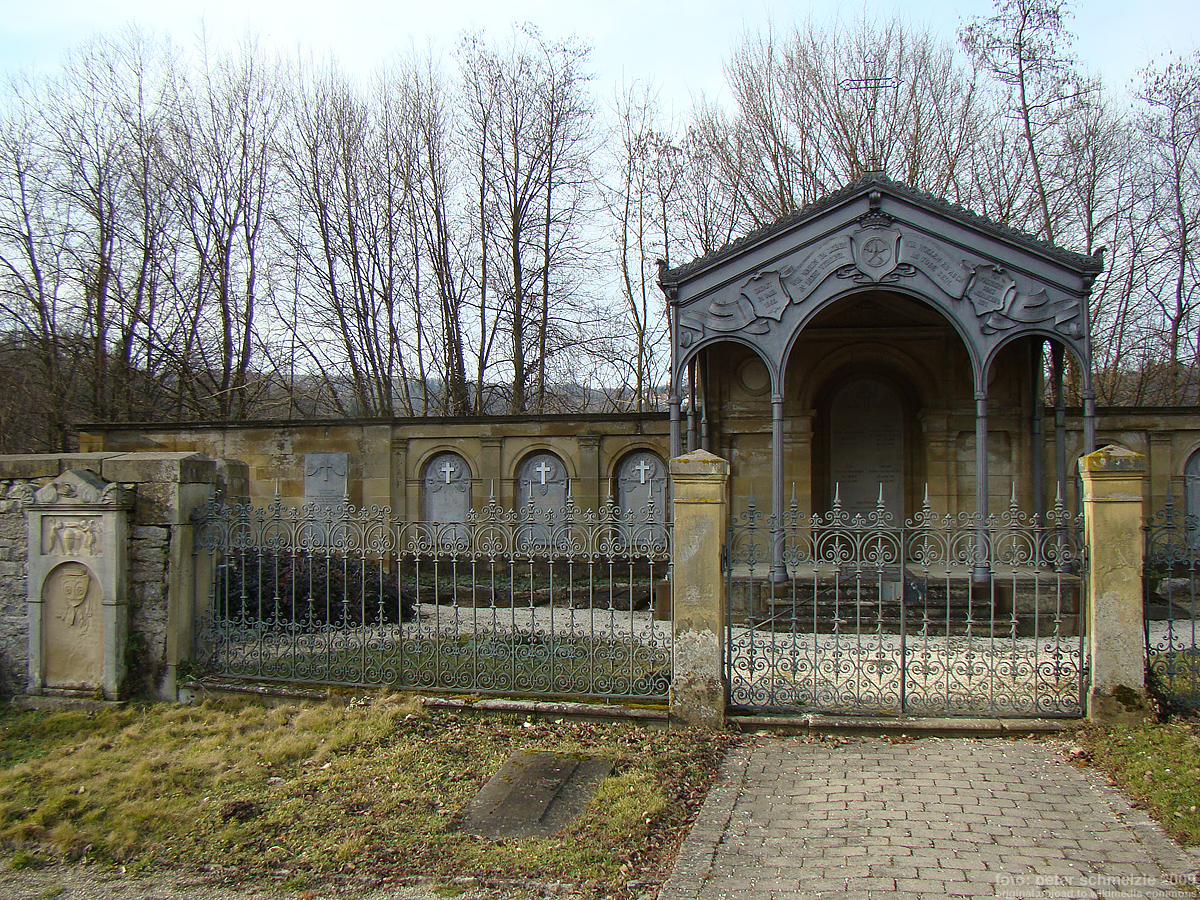
Berlichingen-Gruft

### Theater
Eine Jagsthausener Attraktion sind die jährlichen von Juni bis August stattfindenden Burgfestspiele Jagsthausen mit Schauspiel, Kinderstücken, Musicals und Konzerten.

### Museen

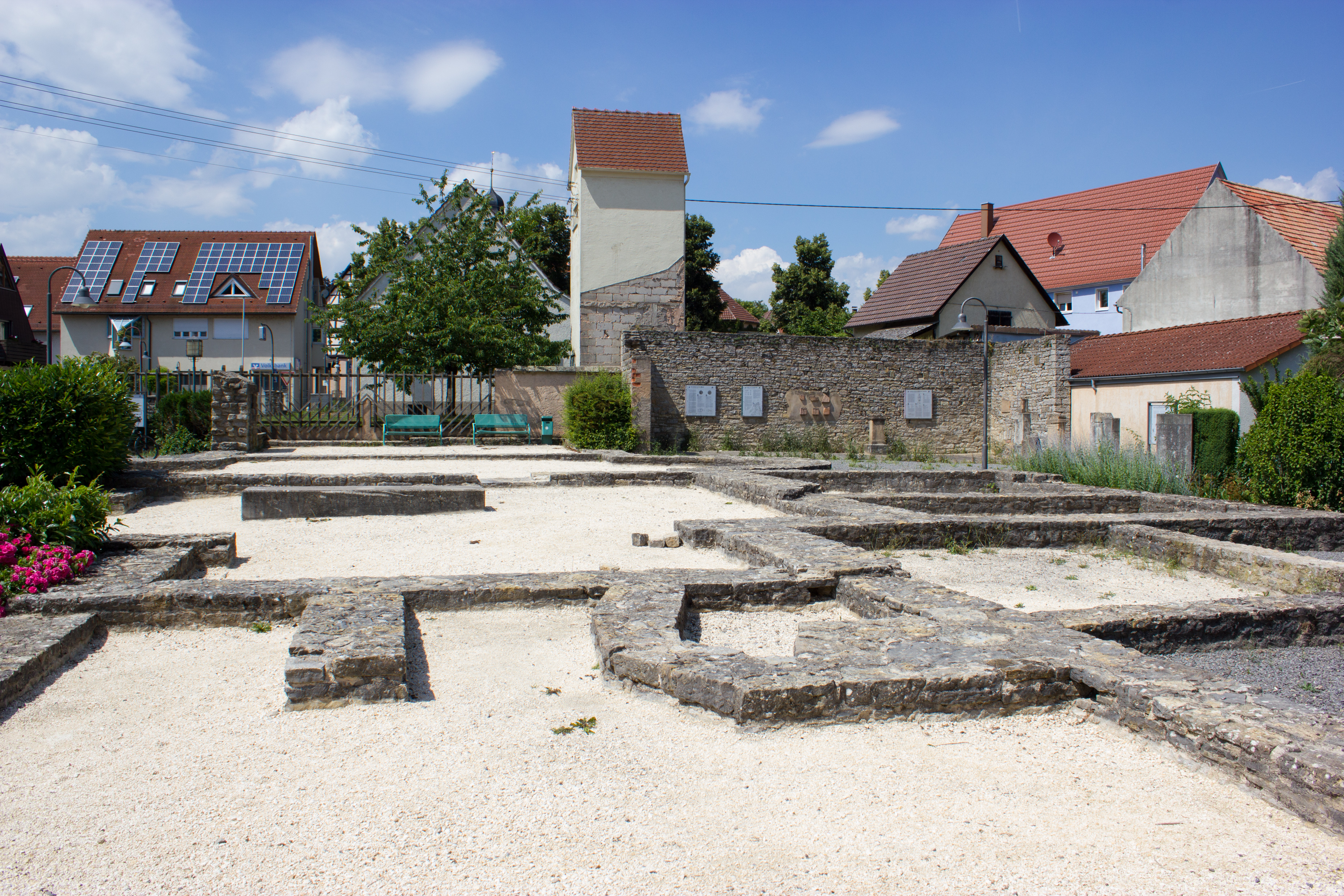
Römerbad Jagsthausen

Das im Alten Rathaus untergebrachte Friedrich-Krapf-Museum beherbergt mehr als 2000 römische Fundstücke. Eine andere wichtige Antikensammlung zur Ortsgeschichte befindet sich im Schlossmuseum in der Götzenburg. Dort werden auch die beiden „Eiserne Hände“ des Götz von Berlichingen ausgestellt. Seit 1994 findet in Jagsthausen jährlich eine Skulpturenausstellung bekannter Künstler statt. Bisher vertreten waren unter anderem Alfred Hrdlicka und Karl-Henning Seemann. In der Ortsmitte befindet sich das archäologische Denkmal und Freilichtmuseum Römerbad Jagsthausen.

### Regelmäßige Veranstaltungen
Von Mai bis Oktober findet jeden ersten Sonntag im Monat auf dem Trautenhof bei Jagsthausen ein Motorradgottesdienst statt, an dem durchschnittlich 1200 Besucher teilnehmen.
Im Sommer findet zweijährig ein Dorffest statt, welches insbesondere durch die im Ort ansässigen Vereine veranstaltet wird.

## Wirtschaft und Infrastruktur

### Verkehr
Die wichtigste Verkehrsverbindung ist die Straße durch das Tal der Jagst. Die Entfernung nach Heilbronn beträgt ca. 40 km, jene nach Schwäbisch Hall und zum Bahn- und Verkehrsknoten Crailsheim etwa 50 km. In Möckmühl befindet sich auch eine Anschlussstelle der A 81. Der nächste in Betrieb befindliche Bahnhof ist an der Frankenbahn in Möckmühl. Die Schmalspurbahn Jagsttalbahn (Möckmühl–Dörzbach), an der Jagsthausen liegt, hat den Betrieb 1988 eingestellt. Den Verkehr übernehmen Linienbusse des Verkehrsverbundes HNV.

### Radfernwege

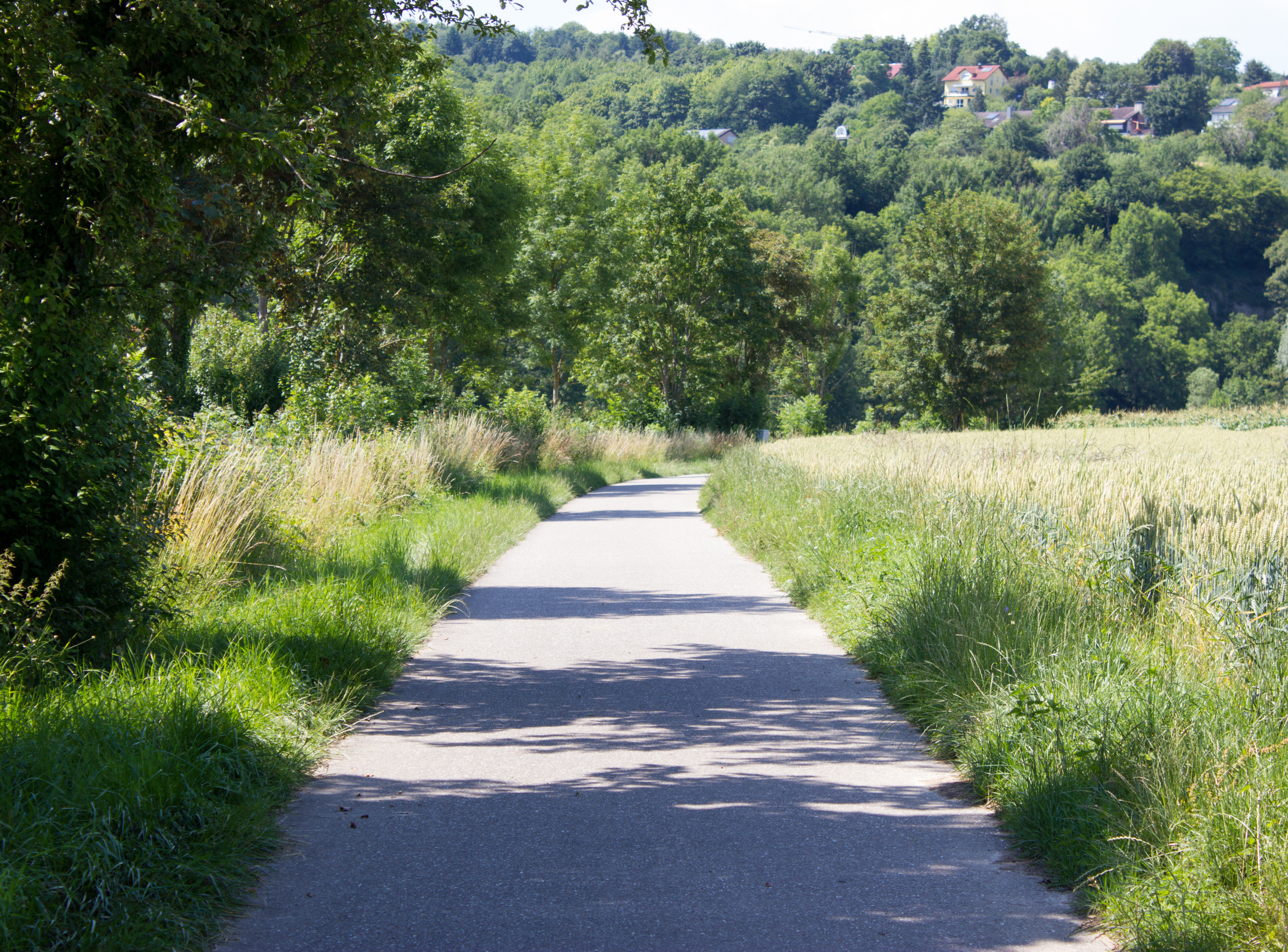
Fahrradweg von Jagsthausen nach Berlichingen

Durch das Stadtgebiet führen folgende Radwanderwege:
- Der Kocher-Jagst-Radweg ist ein 340 km langer Rad-Rundweg, der an den Flüssen Kocher und Jagst in Baden-Württemberg entlangführt. Die beiden Flüsse sind dabei jeweils nur wenige Kilometer voneinander entfernt.
- Der Deutsche Limes-Radweg folgt dem Obergermanisch-Raetischen Limes über 818 km von Bad Hönningen am Rhein nach Regensburg an der Donau.

### Wanderwege
Bei Jagsthausen überquert der Limes-Wanderweg des Schwäbischen Albvereins, ein Teilabschnitt des Deutschen Limes-Wanderwegs, die Jagst.
Durch Jagsthausen verläuft ein Teil des Jakobsweges, der von Speyer bis nach Rothenburg verläuft.
Zusätzlich sind noch einige lokale bzw. regionale, ausgeschilderte Wanderwege zu finden.

### Ansässige Unternehmen
- Heimotion GmbH (stellt Figuren für Geisterbahnen, Freizeitparks etc. her)
- Gartenfrisch Jung GmbH (bundesweit Lieferant von Salat und Gemüse für Gastronomie und Handel)

### Medien
Über das Geschehen in Jagsthausen berichtet die Tageszeitung Heilbronner Stimme in ihrer Ausgabe N, Landkreis Nord. Außerdem gibt es ein gemeindeliches Mitteilungsblatt für Jagsthausen.

### Bildung

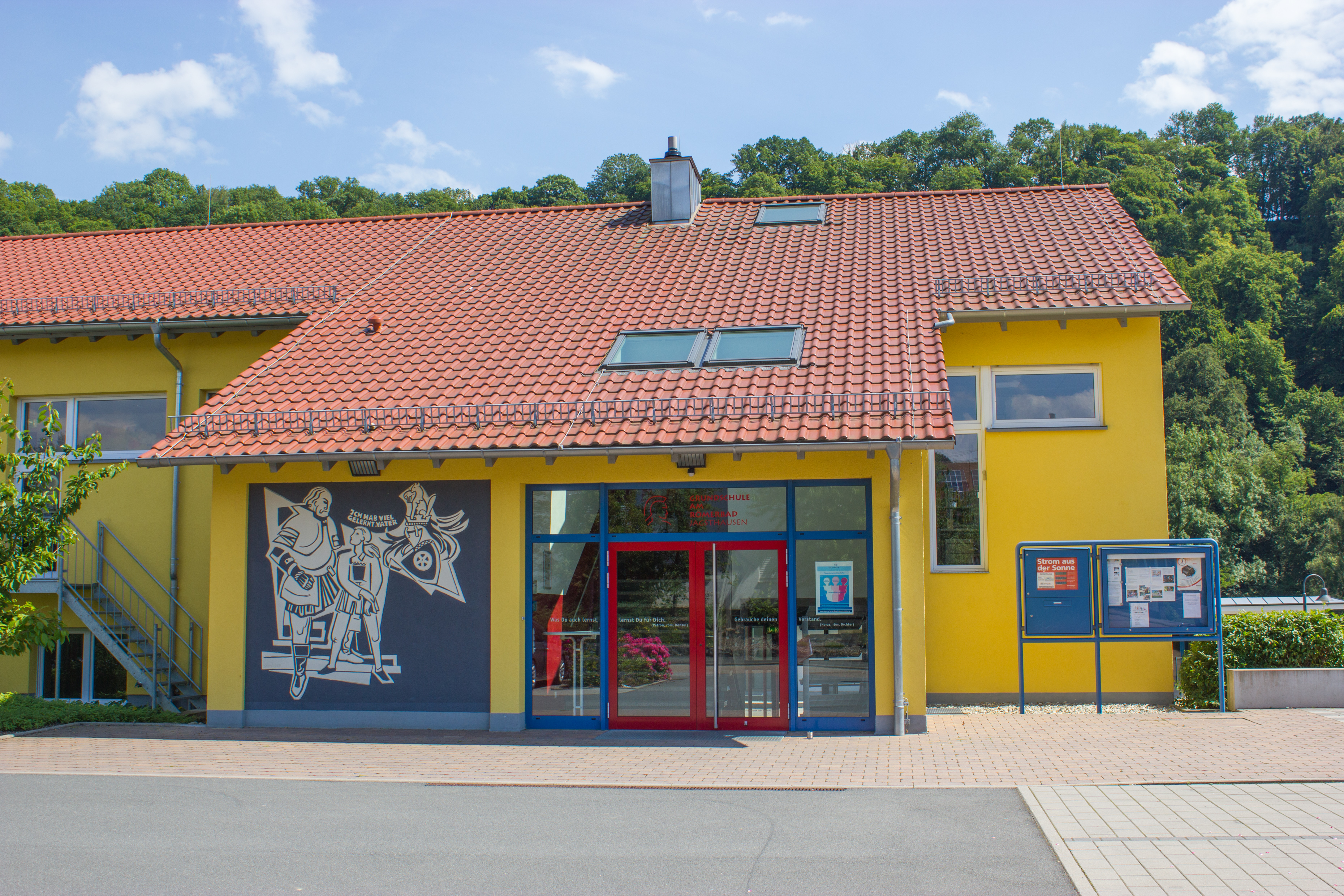
Grundschule Am Römerbad

Es gibt eine Grundschule namens Grundschule Am Römerbad in Jagsthausen, benannt nach dem naheliegenden Römerbad. Im Alten Rathaus befindet sich die Gemeindebücherei.
Schüler, welche auf weiterführende Schulen gehen, müssen z. B. nach Möckmühl, Bieringen, Osterburken oder Krautheim fahren.
Die Volkshochschule Unterland unterhält in Jagsthausen eine Außenstelle.

### Ruheforst

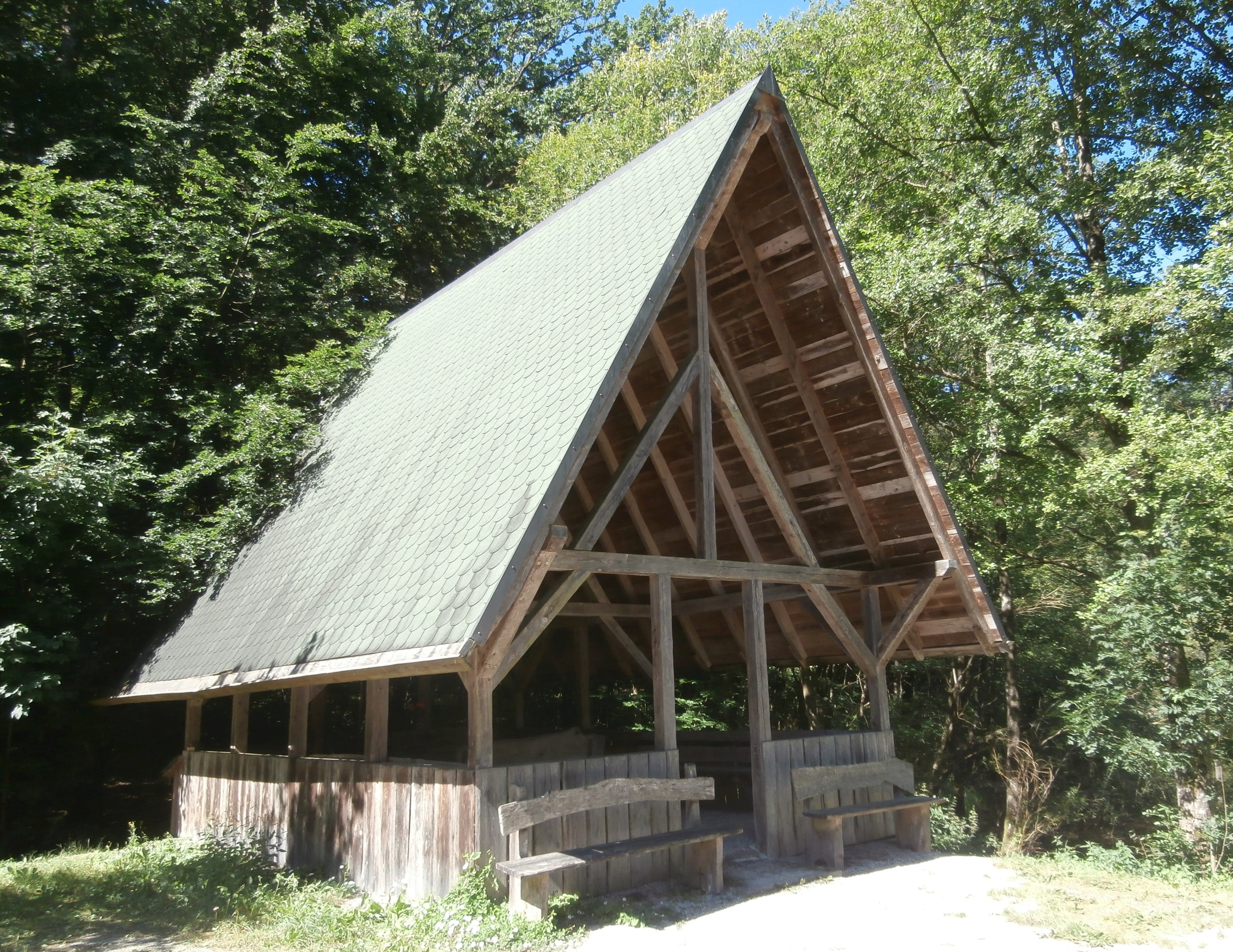
Kapelle im Ruheforst

Seit 19. Oktober 2008 gibt es im Leuterstaler Wald zwischen Jagsthausen und Unterkessach einen vier Hektar großen Ruheforst, mit dem Friedwald in Schwaigern und dem Ruheforst der Gemeinde Obersulm der dritte derartige Waldfriedhof im Landkreis. Träger der Einrichtung ist die Gemeinde Jagsthausen, betrieben wird sie von der ortsansässigen Landadelsfamilie von Berlichingen.

### Lebensmittelversorgung

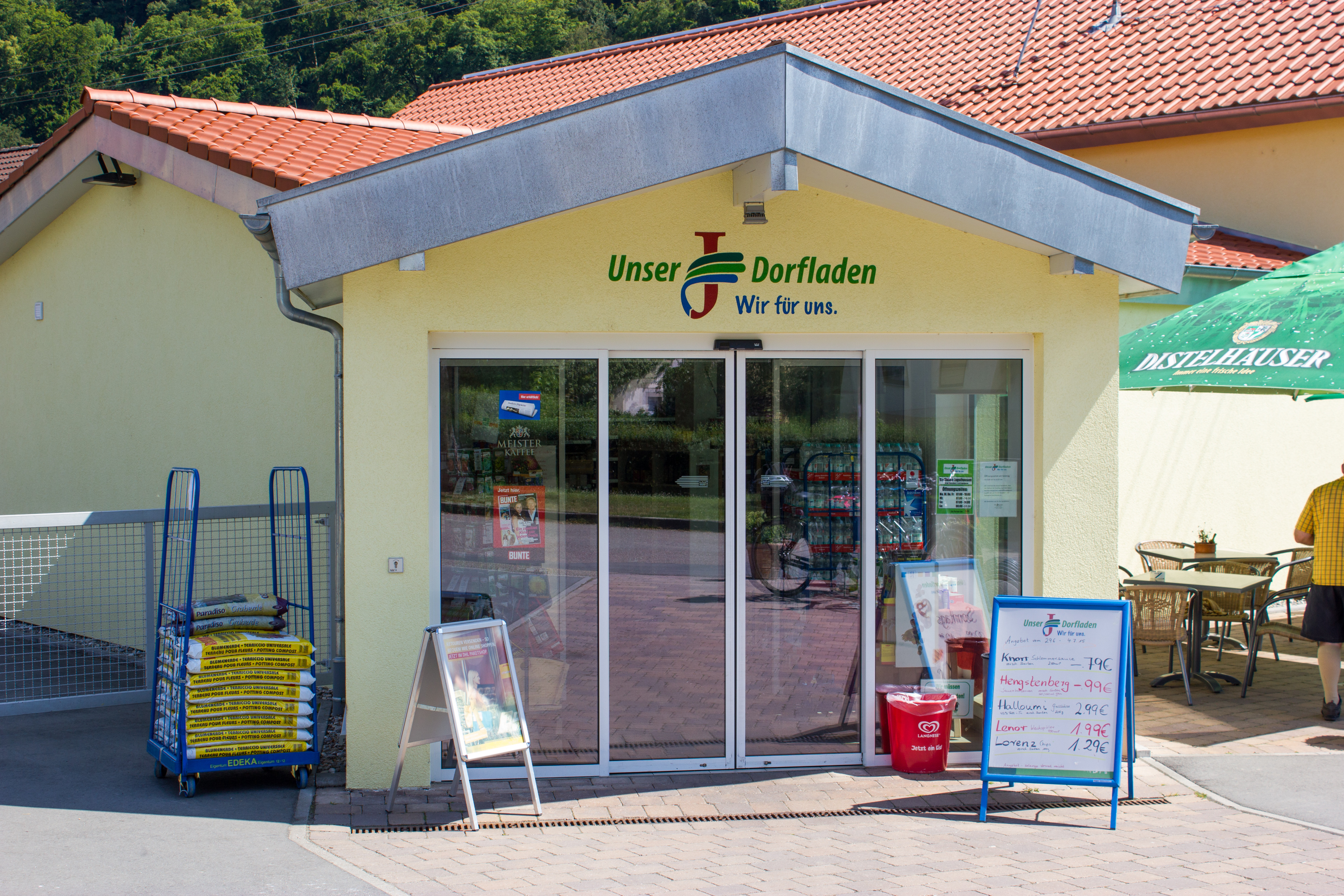
Unser Dorfladen Jagsthausen

Die Versorgung mit Lebensmitteln und weiteren alltäglichen Bedarfsgütern stellt seit Juli 2012 ein von der Gemeinde initiierter, genossenschaftlicher Dorfladen (Tante-Emma-Laden) sicher, nachdem zuvor die jeweils einzige Bäckerei und Metzgerei im Ort geschlossen hatten und eine geplante Discounterfiliale nicht zustande kam. Das Angebot umfasst auch regionale landwirtschaftliche Erzeugnisse, angeschlossen ist ein Café. Der Dorfladen hat (Stand 2018) in den letzten Jahren Gewinn erwirtschaftet.

## Persönlichkeiten
- Götz von Berlichingen (um 1480–1563), fränkischer Reichsritter, verbrachte seine Kindheit in Jagsthausen
- Bernhard Cantzler (* um 1566), Kartograph, vermutlich in Jagsthausen geboren
- Johann Friedrich von Berlichingen (1682–1751), k.k. General der Kavallerie und Inhaber eines Kürassierregiments
- Eberhard Maximilian Karl von Berlichingen (1718–1785), k.k. General der Kavallerie
- Johann Friedrich Alexander von Berlichingen (1719–1789), k.k. Feldmarschall-Lieutenant
- Christiane Hegel (1773–1832), war als Erzieherin im weißen Schloss tätig
- Karl von Berlichingen (1813–1864), württembergischer Kammerherr und Landtagsabgeordneter, ist in Jagsthausen geboren
- Eugen Sulz (1884–1965), Bibliotheksdirektor, im Ortsteil Olnhausen geboren
- Roman Herzog (1934–2017), siebter deutscher Bundespräsident, lebte bis zu seinem Tod in Jagsthausen und wurde auf dem Friedhof Jagsthausen beigesetzt[20]
- Ernst Kircher (* 1940), Physikdidaktiker, in Jagsthausen geboren
- Alexandra von Berlichingen (1941–2023), Vorsitzende der Burgfestspiele Jagsthausen
- Gregor Meyle (* 1978), Musiker, stammt aus Jagsthausen